# Summer World University Games 2025/Teilnehmer (Irland)
| Gelbes Symbol für Goldmedaillen mit stilisierten Olympischen Ringen | Graues Symbol für Silbermedaillen mit stilisierten Olympischen Ringen | Braundes Symbol für Bronzemedaillen mit stilisierten Olympischen Ringen |
| ------------------------------------------------------------------- | --------------------------------------------------------------------- | ----------------------------------------------------------------------- |
| 1                                                                   | 1                                                                     | —                                                                       |

Irland nahm an den Summer World University Games 2025 vom 16. bis zum 27. Juli mit 21 Athleten (14 Männer und 7 Frauen) teil.

## Medaillen

### Medaillenspiegel
| Rang   | Sportart       | Gold | Silber | Bronze | Gesamt |
| ------ | -------------- | ---- | ------ | ------ | ------ |
| 1      | Leichtathletik | 1    | 1      | –      | 2      |
| Gesamt | Gesamt         | 34   | 21     | 24     | 79     |

### Medaillengewinner
| Name/n             | Sportart       | Wettkampf   |
| ------------------ | -------------- | ----------- |
| Gold               |                |             |
| Katherine O’Connor | Leichtathletik | Siebenkampf |
| Silber             |                |             |
| Nicola Tuthill     | Leichtathletik | Hammerwurf  |

## Teilnehmer nach Sportarten

### Bogenschießen
| Männer - Rogan Cunningham - Sam Delaney - Fionn Roche | Frauen - Rowanna Hanlon |

### Leichtathletik
| Männer - Toluwabori Akinola - Oisin Lane - Jack Raftery | Frauen - Laura Nicholson - Lauren Roy - Ava O’Connor - Nicola Tuthill - Katherine O’Connor |

### Schwimmen
Frauen
- Charlotte Cullen

### Taekwondo
Männer
- Ryan Doyle
- Leroy Nsilu Dilandu

### Tennis
Männer
- Ammar Elamin
- Conor Gannon

### Tischtennis
Männer
- Cillian Kirby
- Ben Watson
- Adam Faulkner
- Joe Sheard